# Čandarli Ali Paša
Čandarli Ali Paša (turško Çandarlı Ali Paşa) je bil od leta 1387 do 1406  veliki vezir osmanskih sultanov Murata I., Bajazida I. in med osmanskim medvladjem Sulejmana Čelebija, * ni znano, † 18. december 1406. 

## Kariera
Ali Paša je bil član prominentne družine Çandarlı in sin velikega vezirja Čandarli Kara Halil Hajredin Paše. Svojo kariero je začel kot kadi (sodnik), napredoval v  kazaskerja (vojaški sodnik) in po očetovi smrti leta 1387 v velikega vezirja. Služil je sultanu Muratu I., Bajazidu I. in med osmanskim medvladjem do svoje smrti decembra 1406 Sulejmanu Čelebiju. Kot veliki vezir ni bil samo ministrski predsednik in vodja državne uprave, ampak tudi komandant osmanske armade.

### Veliki vezir Murata I. in Bajazida I.
Leta 1387/1388 je spremljal Murata I. na njegovem pohodu proti Karamanidom v osrednji Anatoliji. Karamanski vladar Aleddin (vladal 1361–1398) je Muratu ponudil mir, Čandarli Ali Paša pa je Muratu svetoval, naj miru ne sprejme in zahteva popolno pokorščino. Naslednje leto je vodil vojaške operacije proti bolgarskemu carju Ivanu Šišmanu (vladal 1371–1395). Osvojil je več trdnjav, vključno s Provadijo, Pirotom in Šumenom, in bolgarsko prestolnico Veliko Trnovo. Šišmana je prisilil, da se vda. S svojo vojsko se je nato pridružil Muratovi v slavni bitki proti srbskemu vladarju Lazarju (vladal 1373–1389) na Kosovskem polju 15. junija 1389. Osmani so v bitki zmagali, sultan Murat I. pa je bil ubit. Nasledil ga je sin Bajazid I.
Čandarli Ali Paša je spremljal Bajazida na njegovih pohodih v Grčijo in Bosno. in sodeloval v bitki pri Nikopolju leta 1396, v kateri je Bajazid porazil križarsko vojsko pod poveljstvom ogrskega kralja Sigismunda. Leta 1391 je začel Bajazid občasno blokirati in oblegati Konstantinopel, kar je trajalo do leta 1402. Leta 1391 in 1396 je začasno prekinil obleganje v zameno za dovoljenje za gradnjo mošeje v turškem delu mesta.

### Veliki vezir Sulejmana Čelebija
26. julija 1402 je Timurlenk v bitki pri Ankari porazil Bajazida in ga ujel. Razmerje moči v regiji se je takoj spremenilo, ker je Timur razdelil osmanske  posesti v Anatoliji in obnovil več nekdanjih bejlukov, ki jih je podjarmil Bajazid. Timur se v osmanske zadeve na Balkanu ni vmešaval. Čandarli Ali Paša je uspel osvoboditi Bajazidovega najstarejšega sina Sulejmana Čelebija iz Timurjevega ujetništva in ga spremljal v osmansko anatolsko prestolnico Burso in od tam v evropsko prestolnico Odrin.
Na začetku osmanske državljanske vojne je služil Sulejmanu Čelebiju kot veliki vezir in bil zelo verjetno zaslužen za sklenitev  Galipolskega sporazuma s krščanskimi silami na začetku leta 1403.  Sulejman je s sporazumom obdržal skoraj vse osvojitve na Balkanu.
Med Sulejmanovim pohodom v Anatolijo proti mlajšemu bratu Mehmedu Čelebiju  leta 1403-1404 je bil Čandarli Ali Paša s ponarejenim Mehmedovim  pismom mestni garniziji domnevno zaslužen za mirno predajo Ankare.

## Smrt
Čandarli Ali Paša je umrl v Ankari decembra 1406. Pokopan je bil v mošeji Yesil v Izniku, ki jo je začel graditi njegov oče, dokončal pa jo je on.
Sulejman Čelebi je z njegovo smrtjo izgubil sposobnega ministra in svetovalca, kar je pripomoglo k njegovemu padcu leta 1410.

## Zapuščina
Čandarli Ali Paša je veliko prispeval k postopnemu razvoju osmanske državne administracije. Predpisal je odgovornosti kadijev in poskrbel, da so začeli zaračunavati pristojbine za svoje storitve, namesto da bi prejemali fiksno plačo. Ustanovil je enote dvornih pažev (iç oğlan), ki bi ustvarili vojaško in upravno elito cesarstva ter povečali prestiž vezirjev.
Osmanski kronisti ga opisujejo zelo negativno in ga obtožujejo, da je bil pijanec in pedofil in da je Bajazida in Sulejmana spodbujal, naj sledita njegovemu razuzdanemu življenjskemu slogu. Kronisti trdijo tudi to, da je bil nepriljubljen tako med upravo kot med običajnimi ljudmi. Obtožbe je treba obravnavati previdno, ker  so jih širili njegovi tekmeci in sovražniki, zlasti pristaši Mehmeda I., zmagovalca v državljanski vojni. 
Razen mošeje Yeşil v Izniku je Ali ustanovil tudi majhno mošejo (mesjid) in tekijo (tekke) v Bursi, kjer se po njem imenuje mestna četrt.